# Гайворонская, Анна Андреевна
Анна Андреевна Гайворонская (укр. Ганна Андріївна Гайворонська; род. 22 августа 1952 года, село Ольшана, Двуречанский район, Харьковская область, УССР, СССР) — украинская поэтесса, член Национального союза писателей Украины (1988).

## Биография
Анна Гайворонская родилась в селе Ольшана Двуречанского района, Харьковской области.
Мама — Анна Тихоновна, была учителем, а отец — Андрей Григорьевич — военным.
Профессия отца была связана с переездами, которые оставили яркие воспоминания у девочки — Баку, Дербент, Луцк.
В пятилетнем возрасте семья Анны окончательно поселилась в Луганщине в Новосветловке.
Поступила в школу в селе [[Лантратовка
```
(Луганская область)]]
[
2
]
[
3
]
.
```

После окончания восьмилетней школы Анна Гайворонская поступает в Кременское медицинское училище, которое закончила в 1970 году по специальности «Медицинская сестра».
Работала медсестрой в терапевтическом отделении и лаборантом лаборатории.
В 1979 году Анна поступает в Киевский национальный университет имени Тараса Шевченко на факультет журналистики, который окончила в 1984 году (по другим данным — 1982)[уточнить].
Работает в областной газете «Знамя победы» (укр. Прапор перемоги), в районных газетах, редактором шахтёрских многотиражек.
В 1988 году вступает в Национальный союз писателей Украины.
В 1992 году создаёт областную, а позже республиканскую газету «Каменный Брод» (укр. Кам'яний Брід).
В 1998 году дебютировала в Донецке с первым сборником под названием «Первый поцелуй» (укр. Перший поцілунок).
В 1998—2001 годы — ответственный секретарь Луганской областной организации Национального союза писателей Украины.
Визиткой Луганщины стала строфа Анны Гайворонской:
Луганщино! Світанок України. Земля моя й земля моїх батьків ...
Земляки называют писательницу «Белой ласточкой Донбасса» (укр. Білою ластівкою Донбасу).
Проживает в Луганске.